# Quinto Cedício Nótua
Quinto Cedício Nótua (em latim: Quintus Caedicius Noctua) foi um político da gente Cedícia da República Romana, eleito cônsul em 289 a.C. com Marco Valério Máximo Corvino. Quinto Cedício, cônsul em 256 a.C., era seu filho.
Foi censor em 283 a.C..

## Consulado (289 a.C.)
Foi eleito cônsul em 289 a.C. com Marco Valério Máximo Corvino, mas só sabemos disto por causa dos Fastos Consulares. Como a segunda década da história de Lívio se perdeu, não se sabe os feitos de seu consulado. Possivelmente é o mesmo Quinto Cedício que foi eleito censor em 283 a.C..